# Васевичи (Витебская область)
Васевичи (бел. Васевічы) — деревня в Воропаевском сельсовете Поставского района Витебской области Белоруссии.

## География
Деревня расположена в 25 км от города Поставы и в 6 км от Воропаево.

## История
В 1774 году деревня впервые упоминается в метрических книгах Лучайского костела:
«Васевичи. 1 августа 1774 года ксендз Михаил Ходасевич, комендант Лучайского прихода, окрестил девочку по имени Ева, дочь Василия и Евфросиньи Синяков. Кумами были Матей Есманчик и Марианна Колдунова».
В 1861 году в Лучайской волости Вилейского уезда Виленской губернии.
В 1905 году в деревне были 348 жителей и 425 десятин земли.
С октября 1920 года - в составе Срединной Литвы.
В результате советско-польской войны 1919—1921 гг. деревня оказалась в составе Лучайской гмины Дуниловичского повета Виленского воеводства (II Речь Посполитая).
В 1923 году — 62 двора и 319 жителей.
В сентябре 1939 года деревня была присоединена к БССР силами Белорусского фронта РККА. Административно деревня входила в состав Лучайского сельсовета Поставского района Вилейской области БССР. Позднее в составе Дуниловичского района.
В 1963 году — в Воропаевском поселковом Совете, 55 дворов, 200 жителей.
В 2001 году — 26 дворов, 50 жителей, в составе совхоза «Стародворский».